# 모량개 마을
모량개 마을은 경상남도 창원시에 위치한 마을이다. 6ㆍ25 전쟁 피난민들이 만든 마을이다.

## 마을의 구조
마을은 산사이에 위치해 있고 마산만과도 인접해 있다. 서쪽은 바다에 동쪽, 북쪽, 남쪽은 산에 막혀있어 조용하다. 마을 중앙에는 외양간이 위치해 있다.

### 바다
마산만과 위치해있는 모량개 마을은 갯벌이 있다. 게, 고둥등이 주로 서식한다. 하지만 마산만이 오염되며 점차 개의 서식수가 줄어들어 지금은 개를 흔히 볼 수 없다.

### 모량천
모량천은 모량개 마을을 지나가는 작은 하천이다. 1995년 모량천의 물 양이 급격히 줄어들며 모량천을 배수관 속으로 넣는 공사를 진행했다. 그 과정에서 모량개 마을 주민들이 시위를 벌였다. 그 과정에서 1명이 경상을 입었다. 하지만 모량천은 배수관과 연결되었고 그 과정에서 모량개 마을 주민 42%가 모량개 마을을 떠났다.

### 산
모량개 마을은 모량산과 둘러쌓여있다. 모량개 마을 주민들은 모량산에서 휴식을 취한다. 모량산에는 고라니등이 살고있다.

### 공원
모량개 마을에는 국가에서 만든 공원은 없지만 마을사람들이 만든 중심공원이 있다.

## 역사

### 6ㆍ25 전쟁
6ㆍ25 전쟁때 피난민들은 북한군의 공격을 피하기 위해 모량산에 둘러쌓여 피하기 쉬운 모량개 마을로 대피했고 6ㆍ25 전쟁이 끝난 후 피난민 중 일부는 모랑개 마을에 정착했다.

### 1980년대
1980년대에 모량개 마을 주민들은 일자리를 찾아 도시로 떠나기 시작했다. 그 과정에서 모량개 마을 주민이 줄어들고 빈집을 밭으로 바꿔 농사를 짓게 되었다.

### 1990년대
1990년대 모량개 마을은 주민의 반이 나가는 최악의 사태를 겪었다. 모량천 유지 시위가 일어나고 모량천이 배수관으로 들어가고 근처 바다가 오염되었다.

### 2000년대
2000년대 모량개 마을은 마을 중앙에 소 축사가 생기고 일자리가 늘어났다. 하지만 마을에 일자리가 생겼음에도 마을 주민은 감소세를 보였다.

### 2010년대
2010년대 모량개 마을 주민은 감소했다. 하지만 마산만 수질이 좋아지면서 낚시 등의 일자리가 생기고 게가 돌아왔다. 하지만 방치된 밭 들이 생겼다.

## 인구
모량개 마을의 인구는 계속 줄어들다가 2000년과 2008년에만 상승했다.
| 년도 | 인구  |
| ---- | ----- |
| 1985 | 1,102 |
| 1996 | 561   |
| 1999 | 322   |
| 2000 | 331   |
| 2004 | 244   |
| 2007 | 195   |
| 2008 | 202   |
| 2011 | 143   |
| 2015 | 126   |
| 2018 | 109   |
| 2020 | 71    |
| 2021 | 51    |